# Carter-Menil-Award
Der Carter-Menil-Award (auch Carter-Menil Human Rights Prize) wurde von der von Jimmy Carter und Dominique de Ménil gegründeten Carter-Menil Human Rights Foundation von 1986 bis 1994 verliehen. Die Auszeichnung war mit 100.000 US-Dollar dotiert.

## Preisträger
- 1986 Yuri Orlov (UdSSR/USA) und die Group for Mutual Support (GAM) (Guatemala)
- 1987 La Vicaría de la Solidaridad (Chile)
- 1988 Sisulu-Familie (Südafrika)
- 1989 B’Tselem und Al-Haq
- 1990 The Consejo de Comunidades Etnicas Runujel Junam (Guatemala) und The Civil Rights Movement (CRM) (Sri Lanka)
- 1991 Die University of Central America zu Ehren von 6 hier ermordeten Jesuitenpriestern
- 1992 The Haitian Refugee Center (HRC) und The Native American Rights Fund (NARF)
- 1994 Das Volk von Norwegen